# شعب (الجليل)
قرية شَعَب هي قرية فلسطينية من قرى منطقة الجليل، وتقع إداريًا في المنطقة الشمالية شمال إسرائيل. بالقرب من القرية تقع خربة يعنين وخربة رأس الزيتون وخربة جلون. كانت القرية تضم مسجدين: الأول هو مسجد عمري والثاني أقيم قبل حوالي 400 عام وما زال قائماً حتى اليوم ويروي شيوخ القرية أن الذي صمم جامع الجزار هو نفسه الذي صمم جامع شعب. بجانب المسجد يتواجد مقام أحمد العليمي الذي يقال إنه كان أحد المجاهدين، ويوجد أماكن مقدسة مختلفة لأولياء صالحين في عدة جهات من القرية. تحيط بشعب عدد من القرى الباقية والمُهجرة منها سخنين، ميعار، مجد الكروم، البعنة، كابول، البروة، الدامون. يمر وادي الحلزون بأراضي القرية. 

تم تهجير قرية شعب ضمن القرى الجليلية في 1 تشرين ثانٍ/ نوفمبر عام 1948 بعد صمود حاميتها في معارك مع العصابات الصهيونية نحو نصف سنة في صمود لم تعرفه أي قرية فلسطينية سواها، بلغ عدد المقاتلين في حاميتها من 200 مقاتل. في السنوات الخمسينيات وكعقاب على شعب وقرى جليلية أخرى ككراد البقارة وكراد الغنامة وضمن سياسية أشبه «بالمحمية» والهندسة الاجتماعية وأعادت إسرائيل توطين لاجئين من كراد البقارة والغنامة وميعار مكان أهل القرية الأصليين، وإعادة التوطين تلك هي استثاء يخصّ شعب من بين القرى الفلسطينية التي تم تهجيرها عام 1948.

## سكان القرية
أظهر تعداد للسكان عام 1931م أن عدد سكان القرية بلغ 1297 شخصاً (19 مسيحياً ويهودي واحد وحوالي 1,277 مسلماً)، وكان في القرية 284 بيتاً. يبلغ عدد سكان القرية اليوم حوالي 6,000 نسمة. والقرية هي إحدى قرى قضاء عكا وتقع إلى جنوب شرقي مدينة عكا التاريخية.
في سنة 2013 بلغ عدد سكان قرية شعب حوالي 7,000 نسمة جميعهم من المسلمين وتم توسيع الخارطة الهيكليه للقرية بعد معاناة السكان من الازمة السكانية تم المصادقة على توسيع الخارطة الهيكلية للقرية من قبل وزارة الإسكان ودائرة أراضي إسرائيل في القرية يوجد حتى يومنا هذا مسجدين أحدهم قديم وأثري منذ حوالي 400 سنة والمسجد الجديد أقيم حديثا منذ 13 عاما وسمي بمسجد بلال بن رباح ويوجد بناية المجلس المحلي التي أقيمت منذ حوالي 30 عاما ويوجد مدرستان ابتدائيتان ومدرسة اعدادية ومدرسة ثانوية ومركز ثقافي ومركز للمسن ومكتب للخدمات الاجتماعية ومركز لعناية الأم والطفل ومكتبة عامة وملاعب لكرة القدم وساحات عامة في جميع حارات القرية وفي الفترة الأخيرة تم ترميم وتعبيد الشوارع الداخلية وصيانة شبكة المياه القطرية وإقامة النوافير ومعارض للنحت الفني وإنارة جميع الشوارع الداخلية.
ووفقًا لدائرة الإحصاء المركزية لعام 2021م، بلغ عدد سكان قرية شعب 7381 نسمة، منهم 3703 من الذكور و3674 من الإناث، كلهم يدينون بدين الإسلام. يوجد في شعب مجلس محلي يضم 9 اعضاء. كما يوجد فيها 4 مدارس، اثنتان منها مدارس ابتدائية، مدرسة واحدة اعدادية وواحدة أُخرى ثانوية، تضم المدراس 1477 طالب، وتبلغ نسبة الحصول على شهادة البجروت في القرية 82 بالمائة.

## أعلام
- حسين فارس
- أبو إسعاف (قائد حامية شعب)